# Чодураа
Чодураа — село в Улуг-Хемському кожууні Республіки Тива. Утворює сумон Чаатинський.

## Етимологія
(тув. Чодураа — черемха, черемуховое).

## Історія
У 1963 році указом Президії Верховної Ради РРФСР село Зелена Роща перейменовано в Чодураа.

## Внутрішній поділ
Внутрішній поділ села Чодураа складний: у нього входять 22 містечка та вулиці:
Містечка (всього 17)
- Містечко Алангыыш (Чааты)
- Містечко Ажык-Бажы
- Містечко Ак-Чааты
- Містечко Доргун
- Містечко Кара-Чааты
- Містечко Кизил-Даг (Чалбаа-Даа)
- Містечко Опай-Чурту
- Містечко Сояк
- Містечко Тылдыг-Чыланныг
- Містечко Узун-Оорга
- Містечко Улуг-Арт
- Містечко Хадын-Бажы
- Містечко Хараган
- Містечко Холчук-Бажы
- Містечко Чал-Кыры
- Містечко Чыланныг
- Містечко Эрээн

Вулиці (5)
- Верхньо-Набережна вулиця
- Нижньо-Набережна вулиця
- Вулиця 40 років Радянської Туви
- Вулиця Шкільна
- Вулиця Шойдун[5]

## Відомі уродженці
- Кара-оол Шолбан Валерійович (тув. Шолбан Валерий оглу Кара-оолШолбан Валерій оглу Кара-оол; р. 18 липня 1966 року) — Глава Республіки Тува з 2007 року (з 23 травня 2016 року як тимчасовий виконувач обов'язків). Член Вищої ради партії «Єдина Росія»[6]. Кандидат економічних наук[7].